# Goglu des prés
Dolichonyx oryzivorus
Genre
Espèce
Statut de conservation UICN

 LC  : Préoccupation mineure
Répartition géographique
Le Goglu des prés  (Dolichonyx oryzivorus) est une espèce de passereau chanteur de la famille des ictéridés.

## Étymologie
Le terme goglu est un québécisme  qui aurait été attesté pour la première fois à l'écrit en 1854 dans l'article « La vengeance d'une Iroquoise » de H. E. Chevalier, dans le journal La Patrie du 26 septembre 1854. Cela viendrait du moyen français goguelu (qui se pavane, sans doute en allusion à l'attitude du volatile), lui-même tiré de l'ancien français gogue (divertissement, plaisanterie).
L'avocat et ornithologue amateur James MacPherson Le Moine a aussi noté le terme ortolan de riz en 1861. Ce terme sera rejeté par l'ornithologue Charles-Eusèbe Dionne en 1883 :

« J’ai conservé à cet oiseau le nom vulgaire de Goglu. sous lequel il est particulièrement connu en Canada de préférence à celui d'ortolan de riz : car cette dernière dénomination lui est impropre, puisqu'il n'a aucun caractère commun avec les ortolans. »

— Charles-Eusèbe Dionne, Les Oiseaux du Canada, 1883, p. 92.

## Description
Il a la taille d'un moineau, un bec conique droit et pointu, une queue assez courte et de longues ailes pointues. Au printemps, le mâle est noir en dessous et en grande partie blanc en dessus. Son chant est mélodieux.
Les goglus atteignant l'Europe en automne sont des oiseaux assez jaunatres, rayés de noir et de crème. Ils sont corpulents, avec une tête pointue et une queue effilée. Le bec acéré est conique, et la tête présente une raie médiane chamois jaune encadrée de noir et un large sourcil chamois. Le dos porte deux longues bandes couleur paille. Le dessous est crème avec de vagues stries uniquement aux flancs. Les courtes rectrices effilés le différencient d'un bruant ou d'un moineau.

## Répartition
Il est commun dans les champs des États-Unis et du Canada. Il est quelquefois observé en Europe, principalement dans les îles Britanniques.

## Galerie

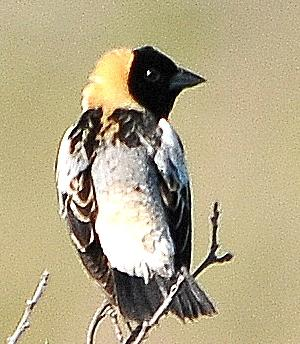
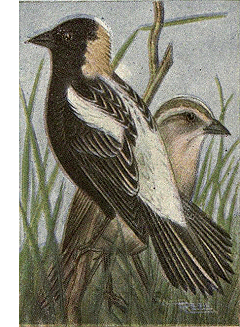

## Voix
"Pink" bref et aigu.